# Dino Alfieri
Dino Alfieri (właśc. Edoardo Alfieri; ur. 8 grudnia 1886 w Bolonii, zm. 1966 w Mediolanie) – włoski polityk faszystowski.
Z wykształcenia prawnik, członek Narodowej Partii Faszystowskiej, 1929–1939 kilkakrotny minister (1936–1939 minister prasy i propagandy, 1937–1939 minister kultury ludowej). Przez wiele lat zaufany współpracownik Benito Mussoliniego, reprezentujący go w prasie i radiu. Jeden z głównych konstruktorów włoskiej propagandy, umiejętnie budujący wizerunek duce i faszystowskiej ideologii, a także tworzący zręczny mechanizm indoktrynacji włoskiego społeczeństwa i manipulacji międzynarodowej opinii publicznej. Zajmował się aspektami propagandowymi włoskiej organizacji CAUR, udzielał pomocy ruchom faszystowskim w całej Europie, popierał żądania Niemiec wobec Polski, w roku 1939 opowiedział się za natychmiastowym przystąpieniem Włoch do II wojny światowej. W roku 1939 mianowany ambasadorem przy Stolicy Apostolskiej, 1940–1943 ambasador w Berlinie, w maju 1942 został członkiem Wielkiej Rady Faszystowskiej, jako pragmatyczny karierowicz głosował 25 lipca 1943 na posiedzeniu rady za odsunięciem Mussoliniego od władzy. W 1944 zbiegł do Szwajcarii po tym, jak Mussolini został uwolniony przez Niemców, a Trybunał Konstytucyjny w Weronie skazał go zaocznie na karę śmierci. Do ojczyzny powrócił w 1947.